# Zenia
Zenia là một chi thực vật có hoa trong họ Đậu.